# Ediciones del Bosque

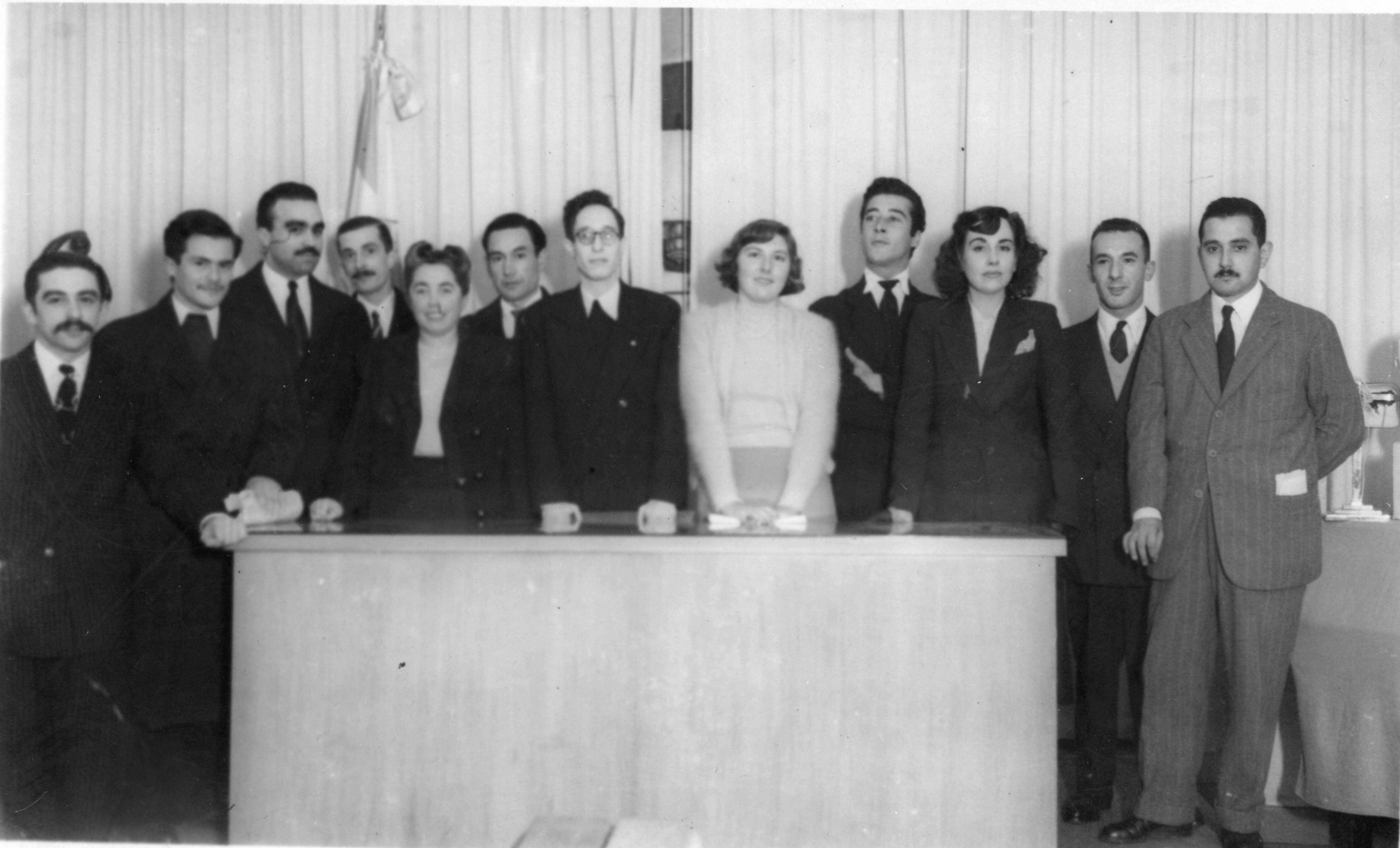
Pablo Atanasiú, Apolinario Héctor Sosa, Norberto V. Silvetti, Horacio Ponce de León, Josefina Passadori, Julio Molina, Raúl Amaral, María Dhialma Tiberti, Roberto Themis Speroni, Aurora Venturini, Pedro Vidal Sarmiento, Alberto Ponce de León.

Ediciones del Bosque fue un sello editorial creado hacia 1948 por el poeta y escritor Raúl Amaral, por iniciativa y patrocinio de Josefina Passadori.
Las Ediciones del Bosque nucleó la intelectualidad platense, publicando sin fines de lucro la obra de jóvenes poetas y prosistas de la provincia de Buenos Aires. Rápidamente, bajo esa denominación, llegó a conocerse un movimiento literario, cuyos representantes fueron laureados y reconocidos escritores de alcance internacional.

## Autores editados
Publicaron bajo este sello editorial, los siguientes escritores, entre otros:
- Raúl Amaral
- Pablo Atanasiú
- Vicente Barbieri
- Alejandro de Isusi
- Julio Molina
- Horacio Nuñez West
- Alberto Ponce de León
- Horacio Ponce de León
- César de Santíbañez
- Norberto V. Silvetti
- Apolinario Héctor Sosa
- Roberto Themis Speroni
- María Dhialma Tiberti
- Aurora Venturini
- Alfredo E. Ves Losada
- María de Villarino
- Pedro Vidal Sarmiento
- María Elena Walsh

- Datos: Q5817947